# Friedrich von Kreisbach
Friedrich von Kreisbach (Friedrich von Chreuzpeck; † 1360) war ein  niederösterreichischer Ritter und Abenteurer. Er entstammte der adligen Familie der Herren von Kreisbach, deren Stammsitz das Schloss Kreisbach war.

## Leben
Friedrich von Chreuzpeck, genannt der „latfor“, der Landfahrer ist der berühmteste Vertreter der Familie Kreisbach. Er unternahm abenteuerliche, zum Teil kriegerische Reisen nach Böhmen, Italien, Frankreich, in das heilige Land Palästina (drei Mal), Mesopotamien, Ägypten, Armenien, Zypern, Konstantinopel, in die Tatarei, nach Russland, Polen, Preußen, Ungarn, Bulgarien, in die Walachei, nach Siebenbürgen, Schweden, Dänemark, Schottland, England, Irland, Holland, Rom, Spanien und Mallorca. Er bereiste also den größten Teil der damals bekannten Welt. Österreich wusste den Heldenmut ihres tapferen Sohnes zu würdigen. Am 29. November 1358, dem Tag der Krönung Rudolf des Stifters, wurde in Gegenwart aller Würdenträger des Landes, Friedrich von Chreuzpeck zum obersten Erblandjägermeister erhoben. 1360 starb er.

## Herrschaft
1296 erhielt Friedrich von Chreuzpeck die Herrschaft Schwarzenbach einschließlich der dortigen Burg Schwarzenbach von Herzog Albrecht I. als Geschenk für die nützlichen Dienste, welche er zu Feld gegen den Grafen Ivan von Güns leistete.

## Familienwappen
Der Name Chreutzpeck leitet sich ab von Chreuzpach, was Krebsbach bedeutet, und so führte die Familie auch den Krebs als Wappen und als Helmzier.